# Next Generation ATP Finals 2023 – mužská dvouhra
Mužská dvouhra Next Generation ATP Finals 2023 probíhala na přelomu listopadu a prosince 2023 ve zrychleném tenisovém formátu Fast4. Singlové soutěže závěrečného turnaje sezóny se zúčastnilo osm nejlepších hráčů do 21 let na žebříčku ATP Race. Premiérově se hrálo v přímořské Džiddě v areálu King Abdullah Sports City, znamenající první oficiální turnaj ATP v Saúdské Arábii. Do žebříčku ATP nezískali tenisté žádné body. Americký obhájce titulu, 22letý Američan Brandon Nakashima, již nebyl věkově způsobily k účasti.
Vítězem se stal 20letý Srb Hamad Medjedović, který prošel soutěží bez porážky. Z pozice 110. hráče žebříčku se stal nejníže postaveným šampionem závěrečného turnaje sezóny.

## Odhlášení
Do turnaje nezasáhli čtyři nejvýše postavení tenisté do 21 let na žebříčku ATP. Úřadující světová dvojka a 20letý šampion z roku 2021 Carlos Alcaraz spolu s osmým mužem pořadí, 20letým Dánem Holgerem Runem, se dva týdny předtím zúčastnili Turnaje mistrů. Ze soutěže se odhlásili 21letí hráči, světová sedmnáctka Ben Shelton ze zdravotních důvodů a sedmadvacítka Lorenzo Musetti z osobních důvodů, i vzhledem k tomu, že s partnerkou Veronicou Confalonieriovou očekávali narození potomka.

## Finále: Hamad Medjedović prvním srbským vítězem turnaje
Vítězem se stal šestý nasazený, 20letý Srb Hamad Medjedović, který ve finále zdolal o rok mladší francouzskou turnajovou jedničku Arthura Filse. V prvním finálovém duelu od založení turnaje hraném na pět setů, triumfoval po 2 hodinách a 11 minutách poměrem 3–4, 4–1, 4–2, 3–4 a 4–1. Jako pátý ze šesti šampionů vyhrál všechny zápasy a z pozice 110. hráče žebříčku se stal vůbec nejníže postaveným vítězem závěrečné akce roku. Rovněž celkových 69 es znamenalo nový turnajový rekord. Z 58 servírovacích gamů ztratil pouze dva.
V průběhu sezóny Medjedović získal, pod trenérským vedením Viktora Troického, tři challengery a semifinále si zahrál v Gstaadu a Astaně. Odměna 514 tisíc dolarů (cca 11,5 milionu korun) znamenala vyšší částku, než kterou vydělal v předchozí kariéře (335 tisíc dolarů).
Arthur Fils si první trofej na túře ATP odvezl z květnového Lyon Open 2023. Do džiddské události zasáhl na svém kariérním maximu, 36. příčce klasifikace. Po skončení se stal prvním francouzským teenagerem od 19letých Gasqueta a Monfilse z roku 2005, který zakončil sezónu v Top 50.
Oba závěrečné turnaje mužské sezóny – ATP Finals a Next Gen ATP Finals, poprvé vyhráli tenisté z jedné země, když předcházející Turnaj mistrů ovládl také Srb Novak Djoković.

## Nasazení hráčů
1. Arthur Fils (finále)
2. Luca Van Assche (semifinále)
3. Dominic Stricker (semifinále, skreč)
4. Alex Michelsen (základní skupina)
5. Flavio Cobolli (základní skupina)
6. Hamad Medjedović (vítěz)
7. Luca Nardi (základní skupina)
8. Abdullah Shelbayh (základní skupina)

## Náhradníci
1. Luciano Darderi (nenastoupil)
2. Arthur Cazaux (nenastoupil)

## Soutěž
| Legenda                                                       |                                                                        |                                                   |
| - Q – kvalifikant - WC – divoká karta - LL – šťastný poražený | - Alt – náhradník - SE – zvláštní výjimka - PR/SR – žebříčková ochrana | - w/o – bez boje - r – skreč - d – diskvalifikace |

### Finálová fáze
|  | Semifinále | Semifinále       | Semifinále       | Semifinále | Semifinále | Semifinále | Semifinále |   |                  | Finále | Finále | Finále | Finále | Finále | Finále | Finále |
|  |            |                  |                  |            |            |            |            |   |                  |        |        |        |        |        |        |        |
|  | 1          | Arthur Fils      | 2                | 4          | 47         | 48         |            |   |                  |        |        |        |        |        |        |        |
|  | 2          | Luca Van Assche  | 4                | 1          | 31         | 36         |            |   |                  |        |        |        |        |        |        |        |
|  | 2          | Luca Van Assche  | 4                | 1          | 31         | 36         |            | 1 | Arthur Fils      | 48     | 1      | 2      | 411    | 1      |        |        |
|  |            |                  |                  |            |            |            |            | 1 | Arthur Fils      | 48     | 1      | 2      | 411    | 1      |        |        |
|  |            | 6                | Hamad Medjedović | 36         | 4          | 4          | 39         | 4 |                  |        |        |        |        |        |        |        |
|  | 6          | 6                | Hamad Medjedović | 36         | 4          | 4          | 39         | 4 | Hamad Medjedović | 47     | 2      |        |        |        |        |        |
|  | 6          |                  |                  |            |            |            |            |   | Hamad Medjedović | 47     | 2      |        |        |        |        |        |
|  | 3          | Dominic Stricker | 35               | 1r         |            |            |            |   |                  |        |        |        |        |        |        |        |

### Zelená skupina
|   |                  | Fils                         | Stricker                     | Cobolli                                | Nardi                                  | Zápasy | Sety       | Hry          | Pořadí |
| 1 | Arthur Fils      |                              | 4–2, 3–4(3–7), 4–2, 4–3(7–5) | 4–1, 4–2, 4–2                          | 2–4, 4–3(8–6), 4–2, 1–4, 4–2           | 3–0    | 9–3 (75 %) | 42–31 (58 %) | 1.     |
| 3 | Dominic Stricker | 2–4, 4–3(7–3), 2–4, 3–4(5–7) |                              | 2–4, 4–3(9–7), 1–4, 2–4                | 4–1, 4–1, 4–2                          | 1–2    | 5–6 (45 %) | 32–34 (48 %) | 2.     |
| 5 | Flavio Cobolli   | 1–4, 2–4, 2–4                | 4–2, 3–4(7–9), 4–1, 4–2      |                                        | 4–3(7–4), 2–4, 3–4(1–7), 4–1, 3–4(3–7) | 1–2    | 5–7 (42 %) | 36–37 (49 %) | 3.     |
| 7 | Luca Nardi       | 4–2, 3–4(6–8), 2–4, 4–1, 2–4 | 1–4, 1–4, 2–4                | 3–4(4–7), 4–2, 4–3(7–1), 1–4, 4–3(7–3) |                                        | 1–2    | 5–8 (38 %) | 35–43 (45 %) | 4.     |

### Červená skupina
|      |                   | Van Assche                                  | Michelsen                                   | Medjedović                                  | Shelbayh                     | Zápasy | Sety       | Hry          | Pořadí |
| 2    | Luca Van Assche   |                                             | 4–3(7–0), 3–4(4–7), 3–4(4–7), 4–1, 4–3(8–6) | 2–4, 4–2, 3–4(7–9), 1–4                     | 4–3(7–5), 3–4(5–7), 4–1, 4–1 | 2–1    | 7–6 (54 %) | 43–38 (53 %) | 2.     |
| 4    | Alex Michelsen    | 3–4(0–7), 4–3(7–4), 4–3(7–4), 1–4, 3–4(6–8) |                                             | 2–4, 3–4(3–7), 4–3(7–3), 4–3(7–5), 3–4(4–7) | 2–4, 4–1, 0–4, 0–4           | 0–3    | 5–9 (36 %) | 37–49 (43 %) | 4.     |
| 6    | Hamad Medjedović  | 4–2, 2–4, 4–3(9–7), 4–1                     | 4–2, 4–3(7–3), 3–4(3–7), 3–4(5–7), 4–3(7–4) |                                             | 3–4(6–8), 4–2, 4–3(7–5), 4–2 | 3–0    | 9–4 (69 %) | 47–37 (56 %) | 1.     |
| 8/WC | Abdullah Shelbayh | 3–4(5–7), 4–3(7–5), 1–4, 1–4                | 4–2, 1–4, 4–0, 4–0                          | 4–3(8–6), 2–4, 3–4(5–7), 2–4                |                              | 1–2    | 5–7 (42 %) | 33–36 (48 %) | 3.     |